# Estse nationale ontwakingsperiode

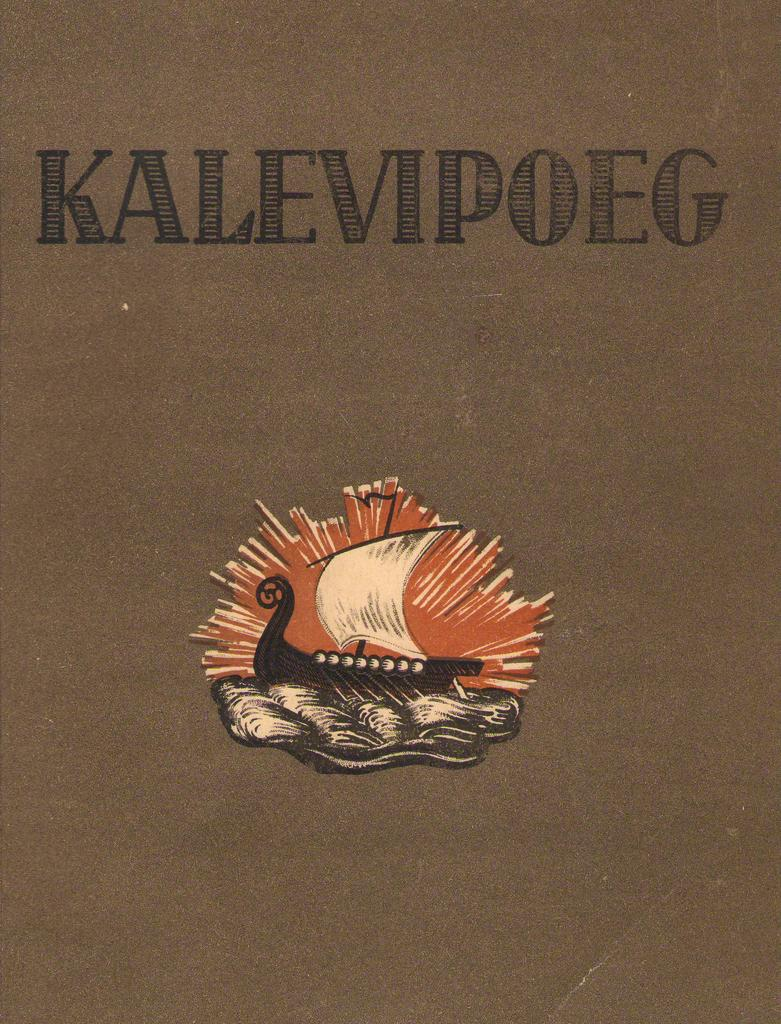
Nationale epos Kalevipoeg

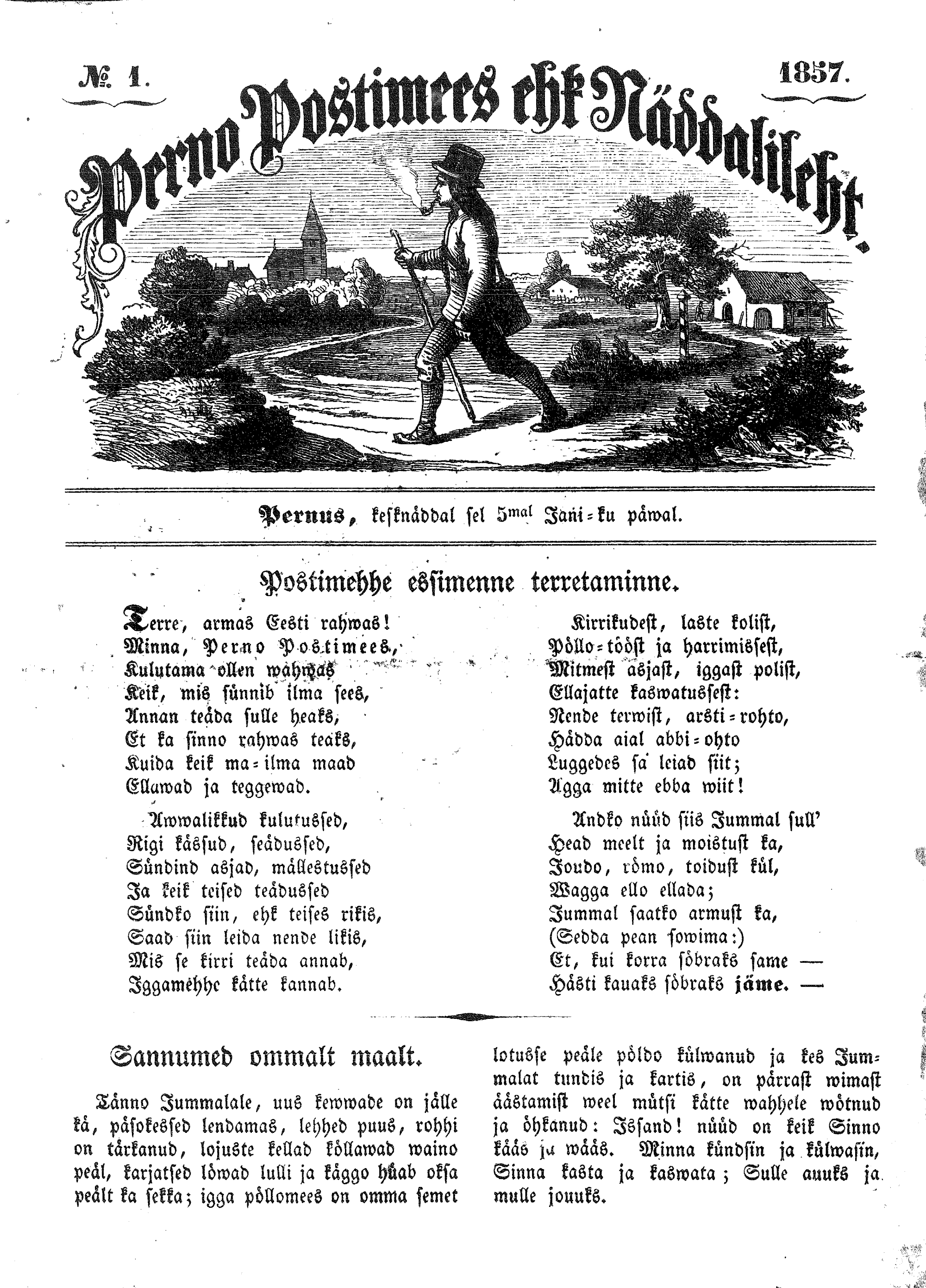
Postimees, De eerste krant in het Estisch.

De Estse Nationale Ontwakingsperiode, ook bekend als Ärkamisaeg in het Estisch, omvat een cruciale fase in de geschiedenis van Estland waarin het Estse volk zich bewust werd van hun nationale identiteit en het recht opeiste om zichzelf te besturen. Deze belangrijke periode beslaat grofweg de jaren 1838 tot de verklaring van de Republiek Estland in 1920, hoewel soms ook verwijzingen naar de jaren 1987-1988 worden gemaakt.
In de loop van de 19e eeuw verspreidde het nationale bewustzijn onder de Esten zich, maar het begon zich eerder te ontwikkelen in de geletterde middenklasse. Tegen de 18e eeuw werden zelfaanduidingen als "eestlane" (Estisch) en "maarahvas" (plattelandsvolk) gangbaar onder Esten in het Gouvernement Estland van het Russische Rijk. Culturele ontwikkelingen, zoals de vertaling van de bijbel in 1739 en een groeiende publicatie van boeken in het Estisch, bevorderden het geletterdheidsniveau. In de 18e eeuw kon meer dan de helft van de plattelandsbevolking lezen, en stedelijke gebieden hadden al aanzienlijk hogere geletterdheidspercentages.
Een belangrijk keerpunt kwam in de jaren 1820 met de opkomst van de eerste universitair opgeleide intellectuelen die zichzelf als Esten identificeerden, zoals Friedrich Robert Faehlmann, Kristjan Jaak Peterson, en Friedrich Reinhold Kreutzwald. Tot dat moment had de heersende elite grotendeels een Duitse taal en cultuur behouden sinds de 13e-eeuwse verovering. Garlieb Merkel, een Ests-Duitse Estofielen, was een pionier in het expliciet erkennen van de Esten als een gelijkwaardige nationale entiteit.
Het midden van de 19e eeuw zag een groeiende politieke ambitie onder de Esten, geleid door figuren als Carl Robert Jakobson, Jakob Hurt en Johann Voldemar Jannsen. Ze begonnen naar de Finnen te kijken als een model van een succesvolle nationale beweging en kwamen op voor hun politieke eisen. Belangrijke mijlpalen waren onder meer de publicatie van het nationale epos Kalevipoeg in 1862 en de organisatie van het eerste Estisch Zangfeest in 1869.
Tijdens de periode van Russificatie in de jaren 1880-1890, waarin de Russische heersers hun invloed op Estland wilden vergroten, groeide het Estse nationalisme verder. In 1881 riepen Estse verenigingen keizer Alexander III van Rusland op tot de invoering van zemstvo-instellingen en gelijke vertegenwoordiging voor Esten en Baltisch-Duitsers.
De drang naar autonomie en nationale identiteit bereikte een hoogtepunt tijdens de Russische Revolutie van 1905. Hoewel de Esten toen minimale winsten behaalden, creëerde de periode tussen 1905 en 1917 een stabiele omgeving waarin ze hun streven naar nationale staatvorming konden voortzetten. Na de Februarirevolutie van 1917 werden Estse gebieden voor het eerst verenigd in het Autonoom gouvernement Estland. Uiteindelijk, na de Oktoberrevolutie in Rusland en een succesvolle Duitse invasie tijdens de Eerste Wereldoorlog, verklaarde Estland zichzelf op 24 februari 1918 als een onafhankelijke staat. 

## Belangrijke gebeurtenissen
Enkele belangrijke gebeurtenissen tijdens de Estse Nationale Ontwakingsperiode:
1795: Baltisch-Duitse Estofiel Otto Wilhelm Masing publiceerd een Estisch abc-boek genaamd ABD ehk Luggemise-Ramat Lastele. Dit is het eerste boek dat in de Estische taal is gepubliceerd.
1816-1819:  Het lijfeigenschap wordt afgeschaft in Estland.
1838: Het Genootschap van Estische Geleerden wordt opgericht aan de Universiteit van Tartu.
1857: De eerste editie van Perno Postimees wordt gedrukt, de eerste krant volledig geschreven in de Estische taal.
1857-1861: De publicatie van het nationale epos Kalevipoeg door folklore-verzamelaar Friedrich Reinhold Kreutzwald.
1858: De Mahtra-oorlog, een boerenopstand in het dorp Mahtra tegen de Russische autoriteiten, waarbij tien boeren hun leven verloren.
1869: Het eerste Estisch Zangfeest wordt opgevoerd in Tartu. Daarbij wordt het lied Mu isamaa, mu õnn ja rõõm van Johann Voldemar Jannsen voor het eerst uitgevoerd; dit zou later het Estische volkslied worden.
1870: In het gebouw van de stichting Vanemuise wordt het toneelstuk De neef uit Saaremaa van Lydia Koidula opgevoerd, de eerste opvoering van een toneelstuk in de Estische taal.
1870: De Alexanderschool in de gemeente Poltsamaa wordt de eerste school waar Estisch een verplicht vak wordt.
1871: Het Estisch literair genootschap werd opgericht door vooraanstaande Estische schrijvers en journalisten, zoals Friedrich Reinhold Kreutzwald, Carl Robert Jakobson, Jakob Hurt en Johann Köler.
1875-1886: Jakob Hurt begint aan zijn monumentale project Monumenta Estoniae Antiquae. Dit zou een archief en verzameling worden van alle traditionele Estische liederen en folklore verzameld door het hele land.
1878: Carl Robert Jakobson publiceerd de eerste editie van zijn verzetskrant Sakala.
1880: De invoering van de Russificatie in Estland.
1893: Als onderdeel van de Russificatie wordt het Estische literair genootschap opgeheven onder bevel van de keizer.
1901: De eerste kunsttentoonstelling die volledig gericht is op Estische kunst, wordt geopend door Ants Laikmaa.
1902: Eduard Vilde publiceerd een historische roman over de Mahtra-oorlog.
1903: Ants Laikmaa richt een eigen kunstacademie op in Tallinn.
1905-1915 De Noor-Eesti-beweging is actief. Leden zijn o.a. Gustav Suits, Friedebert Tuglas, Johannes Aavik en Rudolf Tobias.
1909: De Duits-Baltische graaf Nikolai von Glehn laat een 10 meter hoog beeld van de mythische held Kalevipoeg op zijn landgoed bouwen. Voor zover bekend is dit het eerste monument dat is gewijd aan het epos.
1909: Het Nationaal Museum van Estland wordt opgericht met een uitgebreide collectie etnografische Fin-Oegrische objecten.
1911-1918: De Estische schilder Oskar Kallis creëerd een reeks illustraties en schilderijen over de Kalevipoeg. Tegenwoordig zijn veel van deze schilderijen te zien in het KUMU.
1918: Estland roept de onafhankelijkheid uit.
1918-1920: De Estische Onafhankelijkheidsoorlog.
1920: Estland en de Sovjet-Unie tekenen de Vrede van Tartu, waarbij de Estse onafhankelijkheid officieel wordt erkend.